# Polystichum ambiguum
Polystichum ambiguum är en träjonväxtart som beskrevs av William Ralph Maxon. Polystichum ambiguum ingår i släktet Polystichum och familjen Dryopteridaceae. Inga underarter finns listade.